# الثجرة (المفلحي)

تعديل مصدري - تعديل

الثجرة هي إحدى قرى عزلة المفلحي بمديرية المفلحي التابعة لمحافظة لحج، بلغ تعداد سكانها 85 نسمة حسب تعداد اليمن لعام 2004.